# Association sportive Onze Créateurs de Niaréla
 (juillet 2017).
Si vous disposez d'ouvrages ou d'articles de référence ou si vous connaissez des sites web de qualité traitant du thème abordé ici, merci de compléter l'article en donnant les références utiles à sa vérifiabilité et en les liant à la section « Notes et références ».
Maillots
L'AS Onze Créateurs de Niaréla est un club de football malien basé à Bamako.

## Histoire
C’est en 1963 qu’un groupe de jeunes amoureux de football du quartier de Niaréla à Bamako se réunit pour créer un club de football. 
À l’époque ils décident d’appeler leur club Les onze créateurs de ballon. Dans les années 1970, ils décident de renommer l’équipe Les onze créateurs. 
En 1994, l’équipe est affiliée à la Fédération malienne de football sous le nom des Onze Créateurs.

## Palmarès
- Coupe du Mali :
  - Vainqueur : 2014, 2016
  - Finaliste : 2012, 2015

## Staff technique
- Entraîneur : Baye Ba
- Entraîneur Adjoint : Alassane Barry
- Préparateur Gardien : Bounafou Doumbia
- Préparateur Physique : Isaka Traoré

## Anciens joueurs
- Abdoulaye Camara
- Yacouba Diarra